# Enemies with Benefits
Enemies with Benefits è un film del 2016 diretto da Steven Vasquez.
Il film è uscito direct-to-video il 15 gennaio 2016.

## Trama
Stanco di essere solo e non amato, il diciannovenne Jamie decide di suicidarsi. Le cose però cambiano quando un visitatore dall'altro mondo gli mostra che la sua vita ha un significato ben preciso e che deve restare in vita e affrontare il suo destino.

## Produzione
Il film è stato girato con un budget di 20.000 dollari.

## Curiosità
Nel film sono presenti alcune scene provenienti dai film Luna Park, Eroddity(s) ed ErOddity(s) 2.